# Фалише
Фалише или Фалище (на македонска литературна норма: Фалише; на албански: Falishi, Фалиши) е село в Северна Македония, в община Тетово.

## География
Селот е разположено в областта Долни Полог, на 7 километра източно от град Тетово на левия бряг на Вардар.

## История

### Етимология
Според академик Иван Дуриданов етимологията на името е от първоначален патроним -ишти < -itji: старобългарското *Хвалишти от личното име *Хвал-, паралелно на старосръбското лично име Хваль, Хвала, старополското Chwal, съкратено от Chwali-bog, Chwali-mir.

### В Османската империя
Андрей Стоянов, учителствал в Тетово от 1886 до 1894 година, пише за селото:
| „ | С. Долнйо-Фалище — има 8 прости кѫщи и е чифликъ. На селското църковище се коли курбанъ на зимни св. Атанасъ. | “ |

Цялото население на Фалише е под върховенството на Българската екзархия. По данни на секретаря на екзархията Димитър Мишев („La Macédoine et sa Population Chrétienne“) в 1905 година във Филише има 16 българи екзархисти.

### В Сърбия, Югославия и Северна Македония
След Междусъюзническата война в 1913 година селото попада в Сърбия.
Според Афанасий Селишчев в 1929 година Фалиша е село в Желинска община (с център в Саракино) и има 16 къщи с 207 жители българи и албанци.
Според преброяването от 2002 година селото има 546 жители.
| Националност     | Всичко |
| северномакедонци | 519    |
| албанци          | 19     |
| турци            | 0      |
| роми             | 0      |
| власи            | 0      |
| сърби            | 7      |
| бошняци          | 0      |
| други            | 1      |

В 2014 година със закон името на селото е поправено от официалното Фалиш на оригиналното Фалише.